# Droit d'usage et d'habitation (France)
Pour les articles homonymes, voir DUH.
En droit français, le droit d'usage et d'habitation (DUH) est défini par le droit d'utiliser un bien immobilier , dans les limites de ses besoins personnels, et ce même si l'on n'en est pas le propriétaire. 

## Précisions sur la notion
Concerne le vendeur d'un bien en viager, le crédirentier, qui conserve l'usage du bien jusqu'à son décès. La valeur du DUH, estimée en pourcentage de la valeur du bien, diminue en fonction de l'âge du crédirentier, qui occupera les lieux d'autant moins longtemps qu'il est âgé.
Le droit d'usage et d'habitation est différent du droit au logement.